# Diacheila
Diacheila es un género de coleópteros adéfagos de la familia Carabidae. 

## Especies
- Diacheila amoena
- Diacheila arctica
- Diacheila fausti
- Diacheila polita